# Carmen Daniela
Carmen Daniela (n. 15 octombrie 1951, Făgăraș) este o pianistă și profesoară austriacă de pian originară din România.

## Studii
În familie erau cultivate preocupări muzicale, astfel încât ea și-a putut dezvălui de la o vârstă fragedă talentul deosebit. A început să studieze pianul la vârsta de 4 ani, la 7 ani a scris primele ei compoziții. Mai târziu, a urmat cursurile Liceului special de muzică din București.
Primind în 1968 o bursă de studii, își desăvârșește pregătirea muzicală la Viena. A participat la Wiener Festwochen, Grand Pianofestival din Amsterdam, Festivalul muzical din Korsholm (Finlanda), Festivalul internațional de muzică de cameră în Sankt-Petersburg etc.
Critica muzicală a relevat trăsăturile personalității ei interpretative, care poartă o puternică amprentă emoțională, un mare dinamism provenit dintr-un temperament impetuos, virtuozitate, prospețime, vivacitate și sensibilitate expresivă, coloratură bogată. Familiarizată încă din copilărie cu muzica școlii clasice vieneze și cu romantismul german, Carmen Daniela și-a perfecționat la Viena și apoi în Germania cunoașterea operelor marilor compozitori ai lumii germanice.

## Cariera artistică
Cu prilejul celei de a 250-a aniversare a nașterii lui Joseph Haydn, ea a interpretat și a înregistrat pe discuri întreaga operă pianistică a acestui compozitor. În repertoriul său ocupă un loc deosebit creațiile lui Mozart, Beethoven, Schumann, Enescu. Predă cursuri de perfecționare la Școala superioară de muzică "Robert Schumann" din Düsseldorf, unde conduce din 1981 o clasă de pian.
Carmen Daniela a inițiat un original festival internațional de muzică, al cărui directoare este, "Săptămânile muzicale în burgurile și castelele landului Nordrhein-Westphalen".